# Abu-Iqal al-Àghlab ibn Ibrahim
Abu-Iqal al-Àghlab ibn Ibrahim —àrab: أبو عقال الأغلب بن إبراهيم, Abū ʿIqāl al-Aḡlab ibn Ibrāhīm— (790-841) fou el quart emir aglàbida d'Ifríqiya (838-841). Va succeir el seu germà Abu-Muhàmmad Ziyàdat-Al·lah (I) ibn Ibrahim el 10 de juny del 838. Fou un sobirà intel·ligent que va administrar bé el país i va donar impuls a la conquesta de Sicília.
Va morir el febrer del 841 i el va succeir el seu oncle Abu-l-Abbàs Muhàmmad (I) ibn al-Àghlab.